# Jean-Claude Bernardet
Jean-Claude Bernardet OMC (Charleroi, 2 de agosto de 1936 - 12 de julio de 2025) fue un crítico, director de cine, actor, guionista y escritor brasileño nacido en Bélgica.

## Biografía
Nació el 2 de agosto de 1936 en Bélgica, en el seno de una familia francesa, pasó su infancia en París y llegó a Brasil con su familia a la edad de 13 años, convirtiéndose en ciudadano brasileño naturalizado en 1964. Se licenció en la École des Hautes Études en Sciences Sociales y obtuvo un doctorado en artes en la ECA (Escuela de Comunicaciones y Artes) de la Universidad de São Paulo. 
Se interesó por el cine a partir del cineclub y comenzó escribir las críticas en el periódico O Estado de S. Paulo por invitación de Paulo Emílio Salles Gomes. Se convirtió en un gran interlocutor del grupo de realizadores del Cinema Novo, y especialmente de Glauber Rocha, quien rompió con él tras la publicación de Brasil em Tempo de Cinema (1967). Fue uno de los creadores del curso de cine de la Universidad de Brasilia, en Brasilia y enseñó Historia del Cine Brasileño en la ECA, hasta su jubilación en 2004. 
Además de su importancia como teórico, también fue un ficcionalista, con cuatro volúmenes publicados. Participó en varias películas, como guionista y asistente de dirección, eventualmente como actor en pequeños papeles.  En la década de 1990 dirigió dos ensayos poéticos de mediometraje: São Paulo, Sinfonia e Cacofonia (1994) y Sobre Anos 60 (1999). 
En 2007 fue condecorado con la Orden del Mérito Cultural. 
Falleció en el Hospital Samaritano de São Paulo, el 12 de julio de 2025, a la edad de 88 años. 